# João Caruso Scuderi
João Caruso Scuderi (Palermo, Itália, 22 de maio de 1908 — Porto Alegre, Brasil, 24 de novembro de 1978) foi um político brasileiro.
Foi eleito deputado estadual, pelo PTB, para a 38ª, 40ª e 41ª Legislaturas da Assembleia Legislativa do Rio Grande do Sul.
Foi presidente da Assembleia Legislativa do Rio Grande do Sul entre 20 de abril de 1953 e 20 de abril de 1954, tendo ocupado interinamente o Governo do Estado repetidas vezes durante a gestão de Ernesto Dornelles.
Exerceu a presidência do antigo PTB no Rio Grande do Sul até a sua cassação em 1964, tendo sido o responsável não apenas por lançar o ainda jovem Leonel Brizola ao Governo do Estado em 1958, mas por defender juridicamente a sua candidatura, impugnada em decorrência de seu casamento com a irmã do então Vice-Presidente da República João Goulart, tendo criado para tanto a tese de que "cunhado não é parente".Casado com Maria Hedy Spalding, o casal teve sete filhos. 
Durante a gestão de Leonel Brizola à frente do Governo do Estado do Rio Grande do Sul, Caruso ocupou as Secretárias de Justiça, de Obras Públicas e de Agricultura. Durante a Presidência de João Goulart foi nomeado para comandar a SUPRA - Superintendência de Reforma Agrária.
Foi cassado pelo regime militar em 7 de maio de 1964.